# Transportador de noradrenalina

O transportador de noradrenalina (NET) é um transportador de monoamina e é responsável pela recaptação de extracelular de norepinefrina (NE), que também é conhecida como Noradrenalina.  NET também pode interferir na recaptação extracelular de dopamina (DA). A recaptação destes dois neurotransmissores é essencial na regulação da concentração na fenda sináptica. NETs, junto com os outros transportadores de monoaminas, são alvos de muitos antidepressivos e drogas recreativas.  Além disso, uma superabundância de NET está associada com o transtorno do déficit de atenção e hiperatividade (TDAH).  Há evidências de que polimorfismos de nucleotídeo único no gene (SLC6A2) pode ser um fator subjacente em alguns desses transtornos.